# 来間島

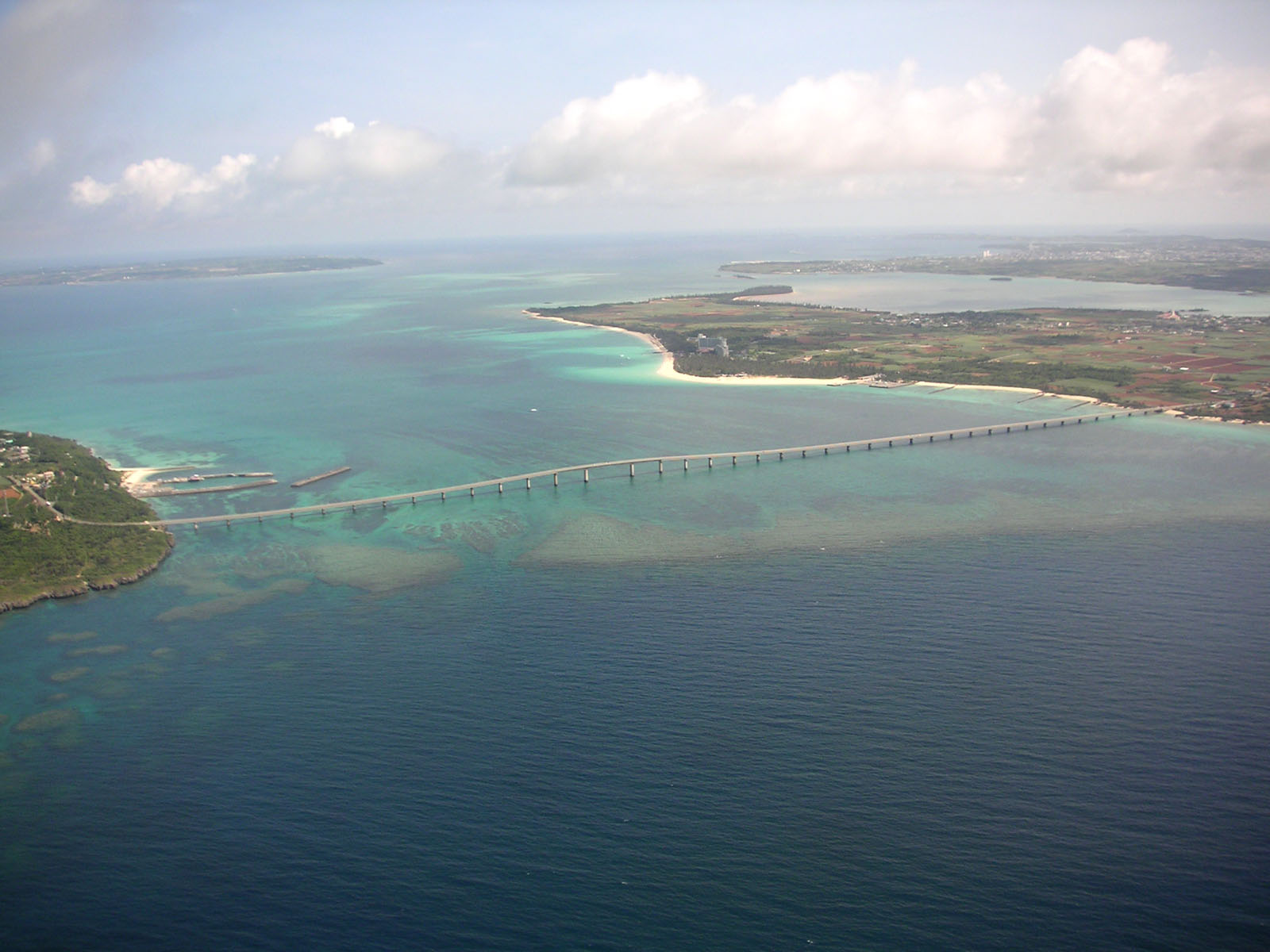
来間大橋（左手が来間島、右手が宮古島）

来間島（くりまじま）は、宮古列島の島である。沖縄県宮古島市に属する。地元では「ふふやまじま」、「ふふゃまずま」、「ふぃまずま」等と呼ばれる。

## 地理
宮古島の南西約1.5 kmの太平洋に浮かぶ面積2.84 km2、周囲9.0 kmの島である。住居表示上は、全島が沖縄県宮古島市下地字来間。人口は158人（住民基本台帳人口、2022年1月1日現在）で、過疎化が進む。
宮古島との間は全長1,690mの来間大橋で結ばれている。この橋は1995年3月に開通したもので、農道橋としては日本最長であった。

## 産業
主要な産業はサトウキビや葉タバコの栽培など。島の東側に集落がひとつある以外は、島の大半にはサトウキビ畑や葉タバコ畑が広がっている。

## 教育
島内に学校はない。かつては宮古島市立来間小学校及び宮古島市立来間中学校があったが、中学校は2014年3月、小学校は2020年3月にそれぞれ閉校した。

## 交通

### 道路
島内に国道、県道はない。来間大橋を含む区間が宮古島市道来間大橋線となっており、宮古島側で沖縄県道246号城辺下地線に接続している。

### 港湾
- 来間・前浜港（来間地区） - 地方港湾。来間港とも。かつては対岸の前浜地区（前浜港）との間に定期船が就航していたが、来間大橋の開通の開通に伴って廃止された[12]。

### 公共交通
- 宮古協栄バス - 系統4（与那覇嘉手苅線）が、宮古島中心部と来間島を結んでいる[13]。
- 宮古島ループバス - 2020年度から実証運行を行っており、2021年度から来間島を経由するコースで運行されている[14]。運行期間は、2021年度が2021年7月12日から9月5日まで、2022年度が2022年8月10日から2023年2月28日まで[15]。2023年度の運行は未定。

## 名所・旧跡・観光スポット
- 来間大橋
- 竜宮城展望台 - 竜宮城をモチーフにした3階建ての展望台。正面に与那覇前浜を展望する[16]。
- 長間浜 - 島の西側にある約1kmの砂浜。夕日の名所としても知られる[17]。
- 来間遠見 - 先島諸島火番盛のひとつとして国の史跡に指定されている。琉球石灰岩を約3m積み上げ、方位石が備えられている。戦時中に陸軍によって補強されている[18]。

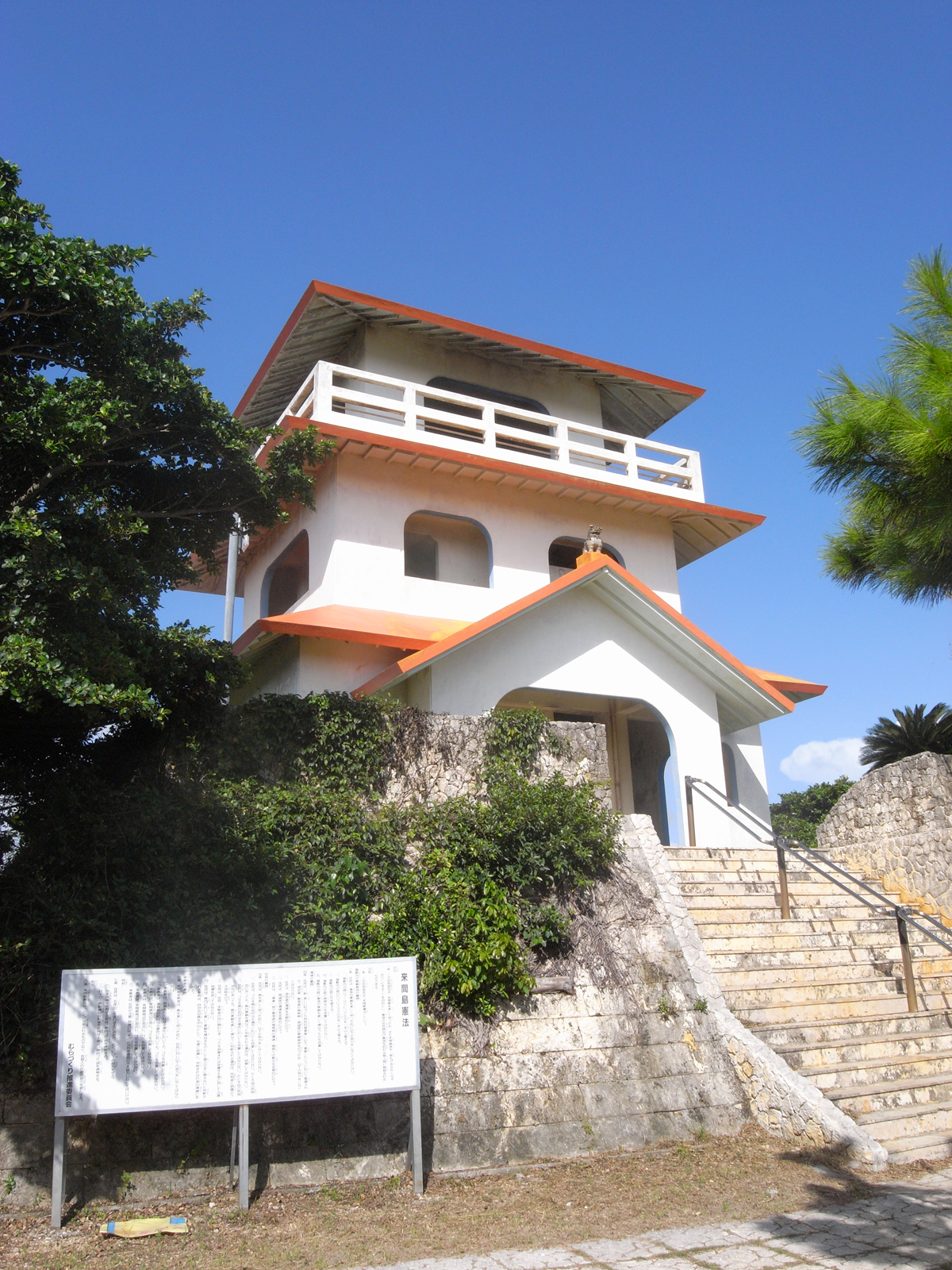
竜宮城展望台
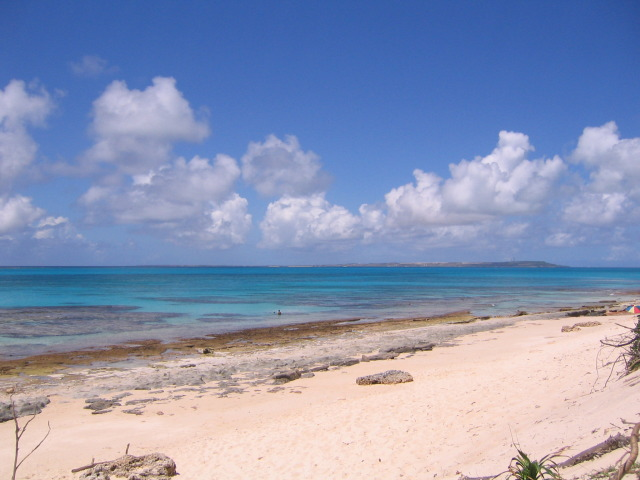
長間浜
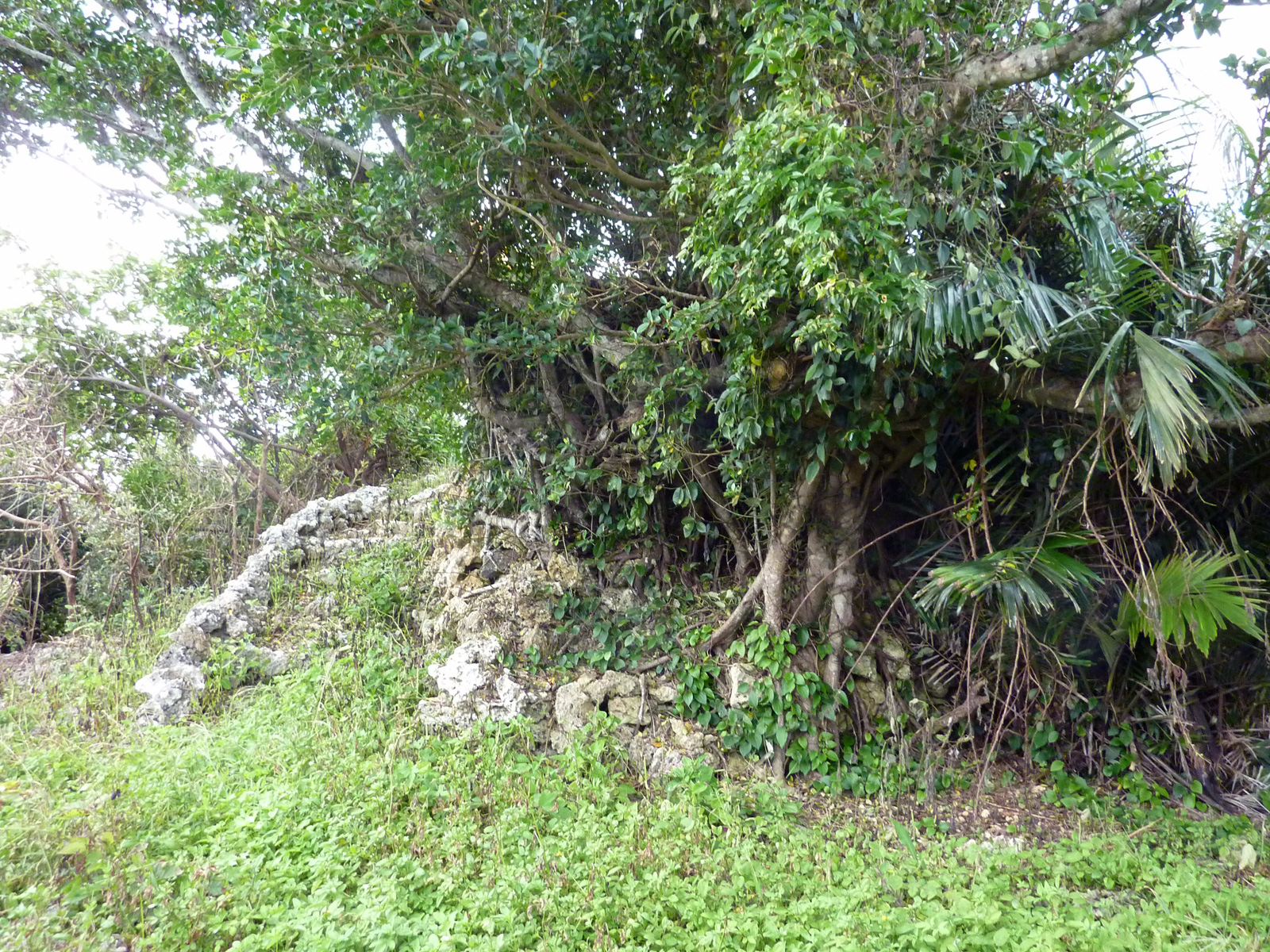
来間遠見